# Cassiopea mertensi
Cassiopea mertensi är en manetart som beskrevs av Brandt 1838. Cassiopea mertensi ingår i släktet Cassiopea och familjen Cassiopeidae. Inga underarter finns listade i Catalogue of Life.